# Konståret 1945

## Händelser

### Okänt datum
- Konstakademien instiftar Sergelpriset
- Prins Eugen-medaljen instiftades av Gustaf V
- Skräckpost vid skampålen presenteras vid Nationalmuseum [1].
- Konstfackskolan grundas.
- Konstnärsgruppen Imaginisterna grundas i Malmö.
- Nordiska Konstförbundet bildades.
- Tidskriften Perspektiv startades i Göteborg.
- Hovedskous målarskola grundas av Börge Hovedskou i Göteborg.
- Prins Eugen-medaljen tilldelas Olle Hjortzberg, målare, Isaac Grünewald, målare, Hilding Linnqvist, målare, Carl Eldh, skulptör, Eric Grate, skulptör, Carl Milles, skulptör, Nils Einar Eriksson, arkitekt, Erik Lallerstedt, arkitekt, Ivar Tengbom, arkitekt, Edward Hald, glaskonstnär, och Carl Malmsten, möbelformgivare.

## Verk
- Albin Amelin, "Sotar'n kommer" (oljemålning)

## Födda
- 28 januari - Sonja Härdin, svensk illustratör.
- 31 januari - Joseph Kosuth, amerikansk konceptkonstnär.
- 7 februari - Claes Hake, svensk skulptör och konstnär.
- 9 februari - Pontus Ljungberg, svensk konstnär och arkitekt.
- 5 mars - Rune Johan Andersson, norsk illustratör, tidningstecknare och barnboksförfattare.
- 13 april - Eva von Hanno, norsk skådespelare och konstnär.
- 16 april - Anders Åberg, svensk skulptör, målare och tecknare.
- 12 maj – Leonard Rickhard, norsk målare.
- 9 juni - Kjell Jeppson, svensk trumslagare och konstnär.
- 4 juli - Owe Junsjö, svensk grafisk formgivare, illustratör och sångtextförfattare.
- 29 juli - Risto Karvinen, finsk bildhuggare och skulptör.
- 4 augusti - Paul McCarthy, amerikansk konstnär.
- 20 augusti - Maria Hillfon, svensk konstnär.
- 27 augusti - Gebbe Björkman, svensk konstnär, illustratör och skribent.
- 12 september - Margareta Renberg, svensk bildkonstnär och poet.
- 1 november - Lisa Örtengren, (död 2001), svensk Illustratör och författare.
- okänt datum - Bo Larsson, svensk konstnär.
- okänt datum - Sylvia Fullman, svensk bildkonstnär.
- okänt datum - Richard Årlin, svensk grafiker och konstnär.
- okänt datum - Sarah Mårskog, brittisk-svensk textilkonstnär.
- okänt datum - Susanne Grundell, textilformgivare.
- okänt datum - Zlatko Jakuš, kroatisk frimärksgravör.

## Avlidna
- 5 januari - Viking Dahl (född 1895), svensk kompositör, målare och författare.
- 7 januari - Alexander Stirling Calder (född 1870), amerikansk skulptör
- 13 februari - Johan Stenström, (född 1870), svensk målare, tecknare och dekoratör.
- 22 april - Käthe Kollwitz (född 1867), tysk konstnär.
- 11 maj - Simon Gate (född 1883), svensk glaskonstnär.
- 17 augusti - Prins Eugen av Sverige, svensk konstnär
- 27 september - Anshelm Schultzberg (född 1862), svensk konstnär
- 14 oktober - Per Deberitz (född 1880), svensk konstnär

### Fotnoter
1. ↑  Sverige 1900-talet – Från kungatavla till idolposter, NE, Bra Böcker, 2000